# مستقبلات الذيفان التأقي
مُستقبلات الذَيفان التَأقي (بالإنجليزية: Anaphylatoxin receptors)‏ هيَ مجموعة من مُستقبلات البروتين ج الذي يَرتبط في الذَيفان التأقي، ومن الأمثلة على عناصر هذه المَجموعة:
- مُستقبل الجزء الصَغير مِن العُنصر المُكمل الثالث C3AR1.
- مُستقبل الجُزء الصغير من العُنصر المُكمل الخامس C5AR1.
- مستقبل كيميائي للذيفان التأقي للجزء الصغير للعنصر المُكمل الخامس GPR77.

## روابط خارجية
- "Anaphylatoxin Receptors". IUPHAR Database of Receptors and Ion Channels. International Union of Basic and Clinical Pharmacology. مؤرشف من الأصل في 2016-03-03..